# Relaciones Hungría-Perú
Las relaciones Hungría-Perú son las relaciones bilaterales entre Hungría y Perú. Ambos países son miembros de las Naciones Unidas.

## Historia
Ambos países establecieron relaciones en el siglo XIX. En 1851, Austria-Hungría reconoció la independencia del Perú y, posteriormente, ambos países establecieron relaciones. Como resultado de la Primera Guerra Mundial, Perú rompió relaciones con Alemania y Austria-Hungría.
Tras el golpe de Estado peruano de 1968 y la instauración del Gobierno Revolucionario de Juan Velasco Alvarado, en abril de 1969 se reanudaron las relaciones con la República Popular Húngara, en un proceso que buscaba estrechar las relaciones con el bloque soviético. Debido a esta actitud diplomática, tras la expropiación y nacionalización de la refinería de petróleo de la International Petroleum Company en Perú por parte del Ejército peruano y la posterior disputa que generó entre Perú y Estados Unidos, el primero fue respaldado por el citado bloque cuando el tema fue planteado en las Naciones Unidas.
La embajada de Hungría en Lima cerró en 2006 y reabrió en 2017. La embajada de Perú en Budapest cerró en enero de 2007 y reabrió en 2017.

## Comercio
El Tratado de Libre Comercio entre el Perú y la Unión Europea, de la que Hungría es parte, fue firmado con Colombia en Bruselas, Bélgica. El mismo entró en vigor en el Perú el 1 de marzo de 2013.

## Visitas de alto nivel
Visitas de alto nivel de Hungría a Perú
- Presidente Árpád Göncz (1999)[14][15][16]
- Rector del PPCU, Szabolcs Szuromi[17]
- Orador Fat László (2018) [18]
- Ministro Péter Szijjártó (2017 y 2022)[19][20][21]

Visitas de alto nivel de Perú a Hungría
- Ministro Eduardo Ferrero Costa (1998)[22]
- Presidente Alberto Fujimori (1998)[23][24]

## Comunidad húngara en Perú
En América Latina, los húngaros étnicos residen principalmente en Argentina y Perú. En el siglo XIX, los ciudadanos de Austria-Hungría también se establecieron en Perú.

## Misiones diplomáticas residentes
- Hungría tiene una embajada en Lima.
- Perú tiene una embajada en Budapest.

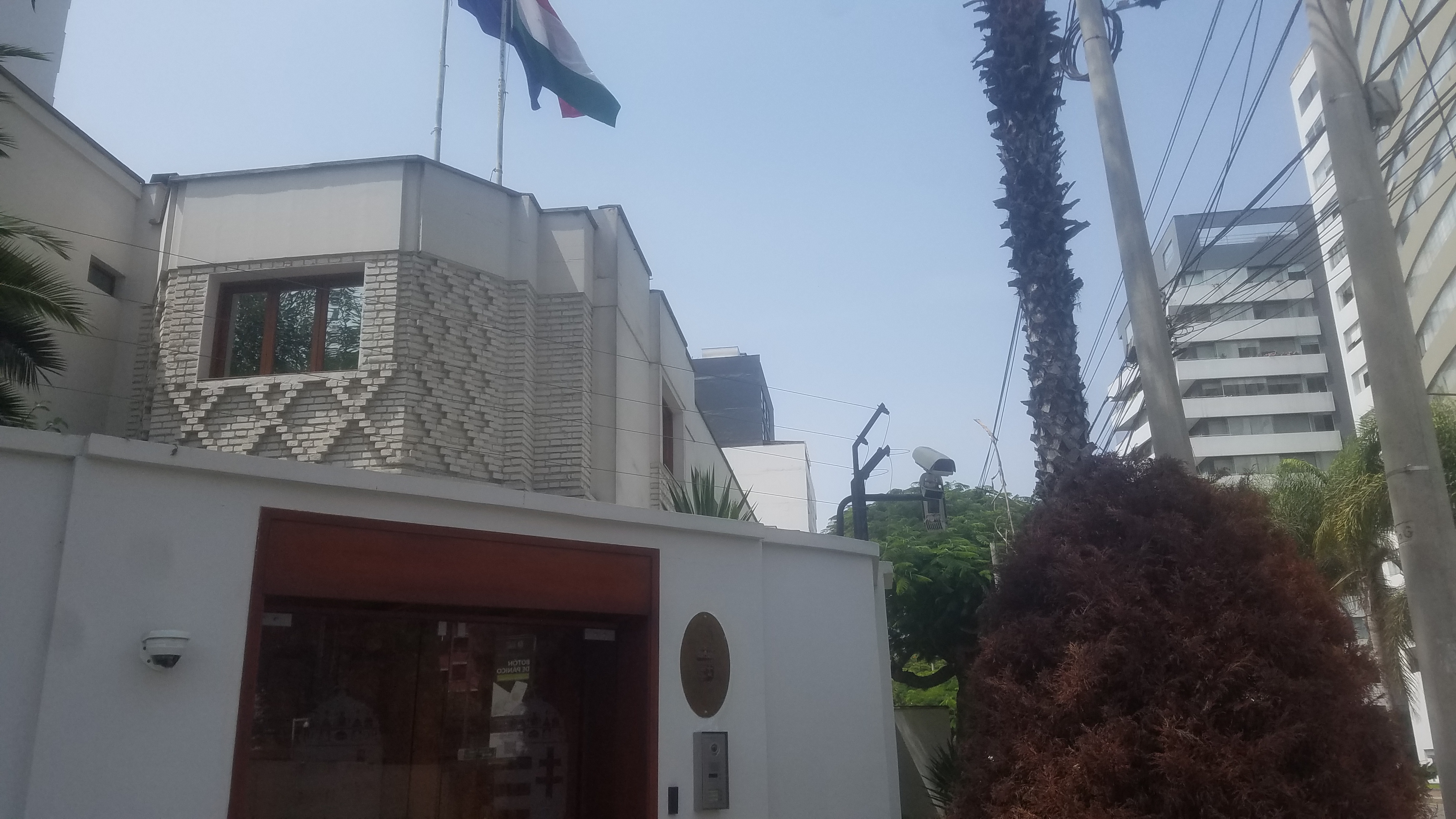
Embajada de Hungría, Lima
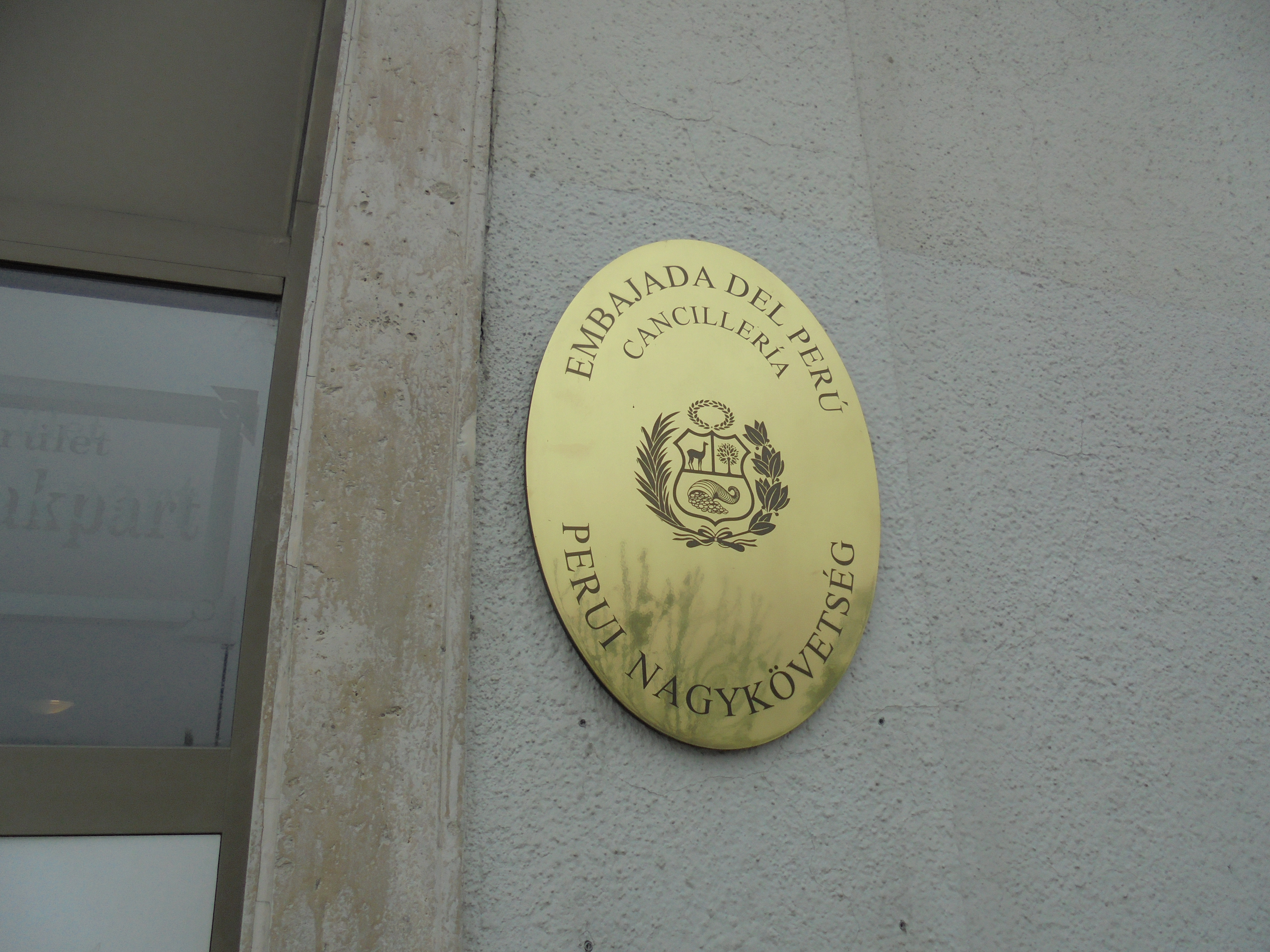
Embajada de Perú, Budapest